# 联盟11号

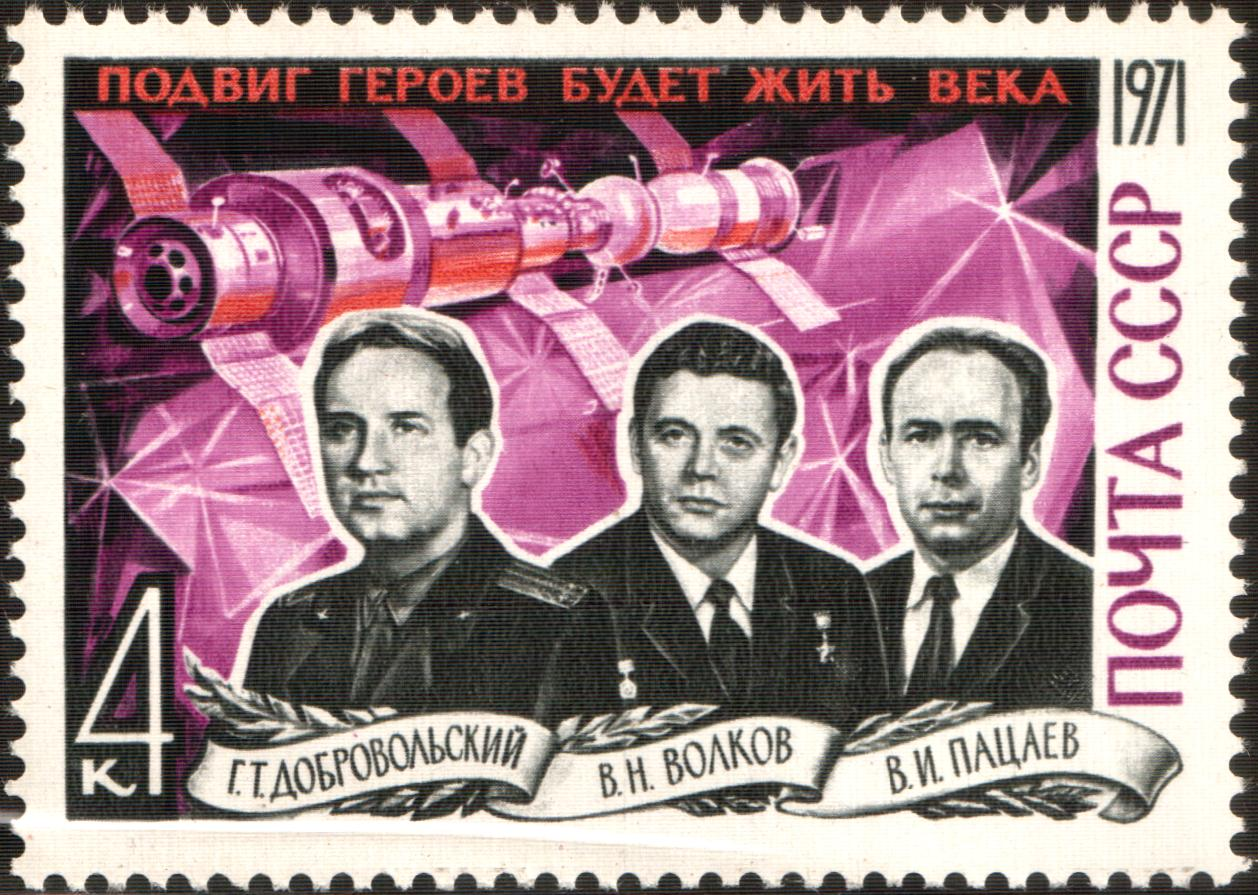
1971年苏联为联盟11号发行的纪念邮票

联盟11号是苏联发射的载人太空船，属于苏联第三代飞船“联盟”系列。联盟11号完成了太空史上的几项重要创举，但在返回地球的过程中不幸发生事故，造成3名太空人丧生。

## 任务
联盟11号于莫斯科时间1971年6月6日上午7时55分在拜科努尔航天发射场点火升空。该飞船执行的任务十分重要：按计划，联盟11号应与苏联发射的世界上第一个长期在轨的空间站礼炮1号对接，并让3名宇航员进入空间站站内。当时苏联的登月計劃遭到一系列重大挫折，加上成本太高，政治局高层已经基本放弃与美国在登月方面的竞争，转而发展更有实际价值的空间站。就在1个多月前，联盟10号飞船第一次尝试与礼炮1号对接成功，但由于转移舱技术故障未能使宇航员进入太空站。
联盟11号的3人宇航员小组包括：指令长格奧爾基·多布羅沃爾斯基，实验工程师维克托·帕察耶夫和飞行工程师弗拉迪斯拉夫·沃爾科夫。飞船于1971年6月7日与礼炮1号成功对接。6月7日10时45分，3名宇航员成功进入空间站。

## 事故
1971年6月30日，前蘇聯聯盟11號宇宙飛船返回艙再入大氣層，因分離時返回艙的壓力閥門被震開导致密封性能被破壞，返回艙內的空氣從該處洩漏，艙內迅速減壓，致使三名太空人因急性缺氧、體液沸騰而死亡。

## 教訓
現在的太空飛行器增加了1套生命保障設備，並規定在上升、返回段必須穿上太空服。